# Steinbrecher Fuß
Der Steinbrecher Fuss war ein Längenmass im Schweizer Kanton Bern.
Er war zur Steinvermessung im Steinbruch und im Handel mit Steinen gebräuchlich. Seine Länge war 1 Zoll größer, als der zur Feldvermessung genommene Berner Schuh, der 12 Zoll oder 0,29326 Meter hatte. Demnach hatte 
- 1 Steinbrecher Fuss = 0,317696 Meter
- 1 Steinbrecher Fuss = 13 Berner Zoll

Das Mass gab es auch als Steinbrecher-Kubikfuss.
- 70 Steinbrecher-Kubikfuss = 89 Berner Kubikfuss oder im Verhältnis 12:13